# Wand'rin' Star
Wand'rin 'Star va ser un senzill interpretat per l'actor Lee Marvin que va arribar al número u en el Regne Unit i Irlanda durant tres setmanes el març de 1970.
Va ser originalment escrita per Alan J. Lerner (lletra) i Frederick Loewe (música) per a l'obra de teatre musical Paint Your Wagon el 1951. Quan el film del musical es va fer el 1969, Lee Marvin va prendre el paper del prospector Ben Rumson. No sent un cantant natural, Marvin tot i així va cantar totes les seves cançons de la pel·lícula, rebutjant la idea de mimetitzar la veu d'un altre cantant. Tot i que la pel·lícula va ser un fracàs de taquilla, la banda sonora va esdevenir un èxit. Orquestrada i ordenada per Nelson Riddle, la versió de Marvin de la cançó "Wand'rin' Star" es va convertir en un senzill número a Irlanda i Regne Unit, mantenint a The Beatles al número dos del Regne Unit amb el seu senzill Let It Be. Marvin mai no va donar continuïtat al senzill, per la qual cosa es considera una one-hit wonder (èxit únic).

## Classificació a les llistes
| Any  | Estat                        | Llista                   | Classificació | Ref   |
| ---- | ---------------------------- | ------------------------ | ------------- | ----- |
| 1970 | Regne Unit                   | UK Singles Chart         | 1             | [ 2 ] |
| 1970 | Irlanda                      | Irish Singles Chart      | 1             | [ 3 ] |
| 1970 | República Federal d'Alemanya | GfK Entertainment Charts | 12            | [ 4 ] |
| 1970 | Suècia                       | Kvällstoppen             | 3             | [ 5 ] |

## Versions i altres interpretacions
Una versió similar va aparèixer a l'àlbum de 1970, Top of the Pops, Volume 10, que el crític David Thomson va descriure com "absolute mockery of the original" (burla absoluta de l'original).
"Wand'rin 'Star" va ser versionada pel còmic i novel·lista anglès Julian Clary; la seva versió es va publicar com a single al Regne Unit el 1990, recolzada amb la cançó autònoma "Uncanny and Unnatural".
La cançó va ser versionada per Shane MacGowan and The Popes en el seu àlbum de 1997 The Crock of Gold.
El 2002, la cançó va ser interpretada al final del funeral de Joe Strummer.
La cançó va ser esmentada amb les paraules de "Build A Fire" de The KLF. Les últimes línies són: "We'll stop for lunch, in some taco bar./Lee Marvin on the jukebox, 'Wand'rin' Star" (Ens detindrem a dinar, en algun bar de tacos/ Lee Marvin a la carta, Wand'rin' Star).